# Bertrice Small
Pour les articles homonymes, voir Small.
Bertrice Small (née le 9 décembre 1937 à Manhattan, New York, et morte le 24 février 2015 est une romancière américaine. Réputée pour ses romances historiques mêlant aventure et sensualité, elle publie plus de 50 ouvrages traduits dans plusieurs langues, dont une partie sont classés sur la liste des best-sellers du New York Times. 

## Biographie
Bertrice Small est née le 9 décembre 1937 à Manhattan, New York.

## Récompenses
- Silver pen par le magazine Affaire de cœur.
- Prix de l'accomplissement professionnel (« Lifetime Achievement Award ») par le magazine Romantic Times pour ses contributions dans la romance historique
- Rio Award en 2000 pour le roman La louve d'Irlande dans la catégorie Classiques
- Rio Award en 2001 pour le roman L'esclave de la reine
- Choix des critiques du magazine Romantic Times en 1995 pour The Love Slave
- Choix des critiques du magazine Romantic Times en 2000 pour La perle d'orient
- Choix des critiques du magazine Romantic Times en 2002 pour La Lady courtisane
- Mention honorable de All About Romance en 1997

## Œuvre

### Série Leslie Family
1. La captive d'Istanbul, J'ai lu, 1994 ((en) The Kadin, 1978)Publié dans la collection Aventures et Passions
2. Chassé-croisé, J'ai lu, 1994 ((en) Love Wild and Fair, 1978)Publié dans la collection Aventures et Passions

### Série Skye O'Malley
1. La louve d'Irlande, Le Livre de poche ((en) Skye O'Malley, 1981)
2. Les jardins de Barbarie, Le Livre de poche ((en) All the Sweet Tomorrows, 1984)
3. La rose du grand Moghol, Le Livre de poche ((en) This Heart of Mine, 1985)
4. (en) A Love for All Time, 1986Inédit en France
5. (en) Lost Love Found, 1989Inédit en France
6. (en) Wild Jasmine, 1992Inédit en France

### Série Wyndham Family
1. (en) Blaze Wyndham, 1988Inédit en France
2. (en) Love, remember me, 1994Inédit en France

### Série Skye's Legacy
1. La libertine, J'ai lu ((en) Darling Jasmine, 1997)Publié dans la collection Aventures et Passions
2. Dans l'ombre du harem, J'ai lu ((en) Bedazzled, 1999)Publié dans la collection Aventures et Passions
3. Dans les bras d'un autre, J'ai lu ((en) Besieged, 2001)Publié dans la collection Aventures et Passions
4. (en) Intrigued, 2001Inédit en France
5. (en) Just beyond tomorrow, 2002Inédit en France
6. (en) Vixens, 2003Inédit en France

### Série Friarsgate Inheritance
1. (en) Rosamund, 2002Inédit en France
2. (en) Until you, 2003Inédit en France
3. (en) Philippa, 2004Inédit en France
4. (en) The Last Heiress, 2005Inédit en France

### Série Channel Pleasures
1. Plaisirs secrets, J'ai lu ((en) Private Pleasures, 2004)Publié dans la collection Passion intense
2. (en) Forbidden Pleasure, 2006Inédit en France
3. (en) Sudden Pleasures, 2007Inédit en France
4. (en) Dangerous Pleasures, 2008Inédit en France
5. (en) Passionate Pleasures, 2010Inédit en France
6. (en) Guilty Pleasures, 2011Inédit en France

### Série World of Hetar
1. La nuit des fées, Harlequin ((en) Lara, 2005)Publié dans la collection Luna
2. La souveraine des deux mondes, Harlequin ((en) A Distant Tomorrow, 2006)Publié dans la collection Luna
3. La captive des Terres Sombres, Harlequin ((en) The Twilight Lord, 2007)Publié dans la collection Luna
4. Le royaume englouti, Harlequin ((en) The Sorceress of Belmair, 2008)Publié dans la collection Luna
5. (en) The Shadow Queen, 2009Inédit en France
6. (en) Crown of destiny, 2010Inédit en France

### The Border Chronicles
1. (en) A Dangerous Love, 2006Inédit en France
2. (en) The Border Lord's Bride, 2007Inédit en France
3. (en) The Captive Heart, 2008Inédit en France
4. (en) The Border Lord and the Lady, 2009Inédit en France
5. (en) The Border Vixen, 2010Inédit en France
6. (en) Bond of Passion, 2011Inédit en France

### Série Silk Merchant's Daughters
1. (en) Bianca, 2012Inédit en France
2. (en) Francesca, 2013Inédit en France
3. (en) Lucianna, 2013Inédit en France

### Romans divers
- (en) Adora, 1980Inédit en France
- Le pavillon du Tatar, Trévise ((en) Unconquered, 1981)
- Les nuits de Palmyre, Le Livre de poche ((en) Beloved, 1986)
- (en) Enchantress Mine, 1987Inédit en France
- (en) The Spitfire, 1990Inédit en France
- (en) A Moment in Time, 1991Inédit en France
- (en) To Love Again, 1993Inédit en France
- (en) The Love Slave, 1995Inédit en France
- (en) Hellion, 1996Inédit en France
- (en) Betrayed, 1998Inédit en France
- (en) Deceived, 1998Inédit en France
- L'héritage d'Eléonore, J'ai lu ((en) The Innocent, 1999)Publié dans la collection Aventures et Passions
- La perle d'orient, J'ai lu ((en) A Memory of Love, 2000)Publié dans la collection Aventures et Passions
- (en) The Duchess, 2001Inédit en France
- Destins sulfureux, J'ai lu ((en) The Dragon Lord's Daughters, 2004)Publié dans la collection Passion intense

### Nouvelles
- L'esclave de la reine, J'ai lu ((en) Ecstasy, 1999)Publié dans la collection Passion intense
- Lucinda l'indomptable, J'ai lu ((en) Mastering Lady Lucinda, 2000)Publié dans la collection Passion intense
- La Lady courtisane, J'ai lu ((en) The Awakening, 2002)Publié dans la collection Passion intense
- Zuleika et le Barbare, J'ai lu ((en) Zuleika and the Barbarian, 2003)Publié dans la collection Passion intense